# Misiunea Krulak-Mendenhall

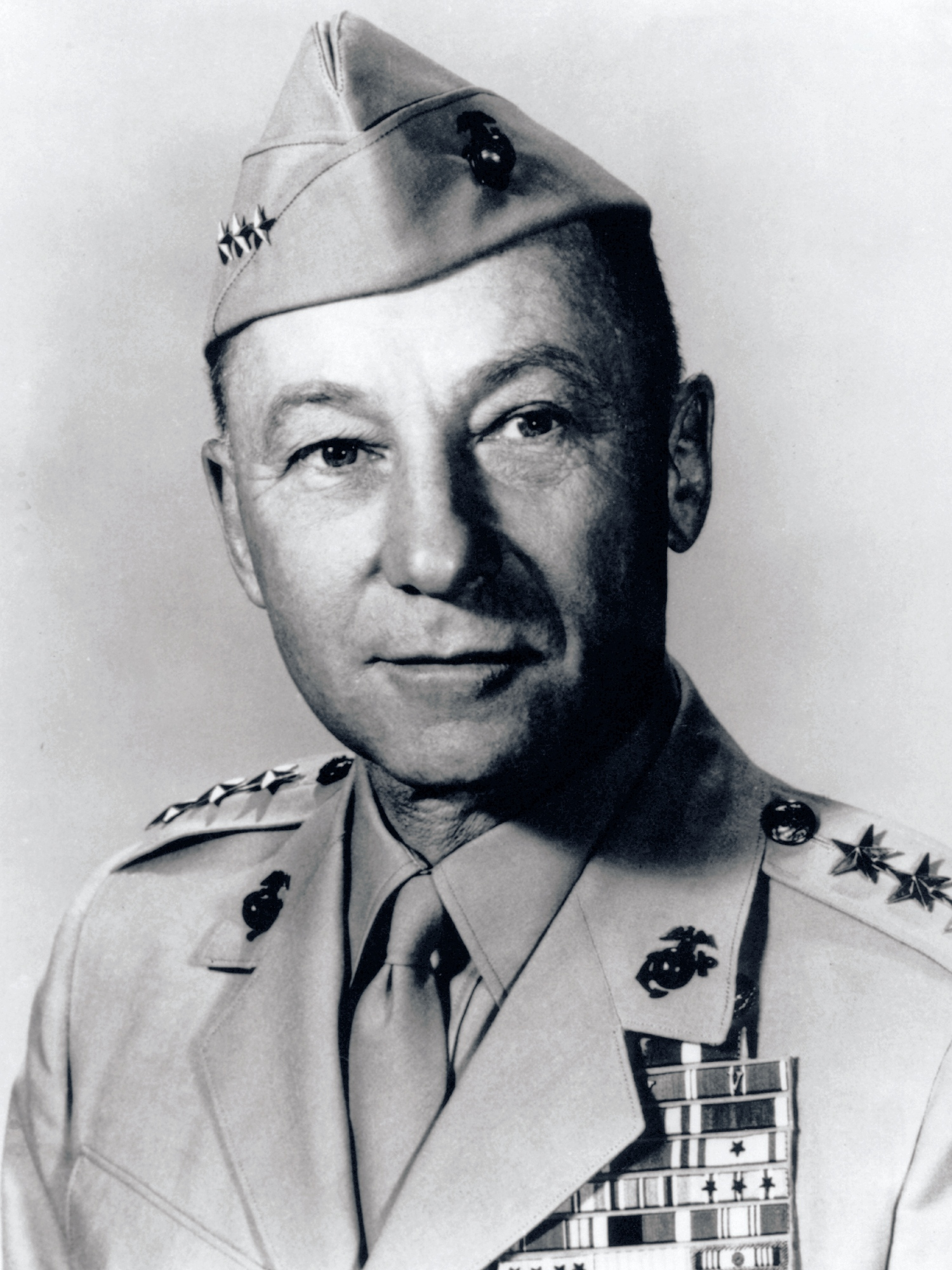
Victor Krulak, general al Infanteriei Marine a Statelor Unite

Misiunea Krulak-Mendenhall a fost o expediție de spionaj organizată de administrația prezidențială americană John F. Kennedy în Vietnamul de Sud, aceasta având loc la începutul lunii septembrie a anului 1963. Scopul declarat al expediției a fost acela de a investiga evoluția Războiului din Vietnam de către Vietnamul de Sud și de Forțele Armate ale Statelor Unite, principala țintă fiind organizația insurgentă Viet Cong. Misiunea a fost condusă de către Victor Krulak, general-maior al Infanteriei Marine a Statelor Unite și de Joseph Mendenhall, un ofițer senior de servicii externe priceput în relațiile diplomatice cu Vietnamul. 
Călătoria care a durat patru zile a început în 6 septembrie 1963, aceeași zi în care a avut loc o ședință a Consiliului de Securitate Națională al Statelor Unite. Această misiune a apărut în contextul relațiilor din ce în ce mai strânse dintre Vietnamul de Sud și Statele Unite ale Americii. În tot acest timp, Vietnamul de Sud era acaparat de protestele cetățenilor nemulțumiți și de demonstrațiile budiștilor împotriva discriminării religioase de care era responsabil regimul catolic al președintelui sud-vietnamez Ngô Đình Diệm.
În rapoartele către Consiliul de Securitate Națională, Victor Krulak a prezentat o viziune optimistă asupra evoluției războiului, în timp ce generalul Mendenhall descria nemulțumirile cetățenilor și eșecurile militare din zonă. Opozițiile dintre rapoarte l-au făcut pe președintele Kennedy să-i întrebe pe cei doi dacă au fost într-adevăr în aceeași țară.

## Context

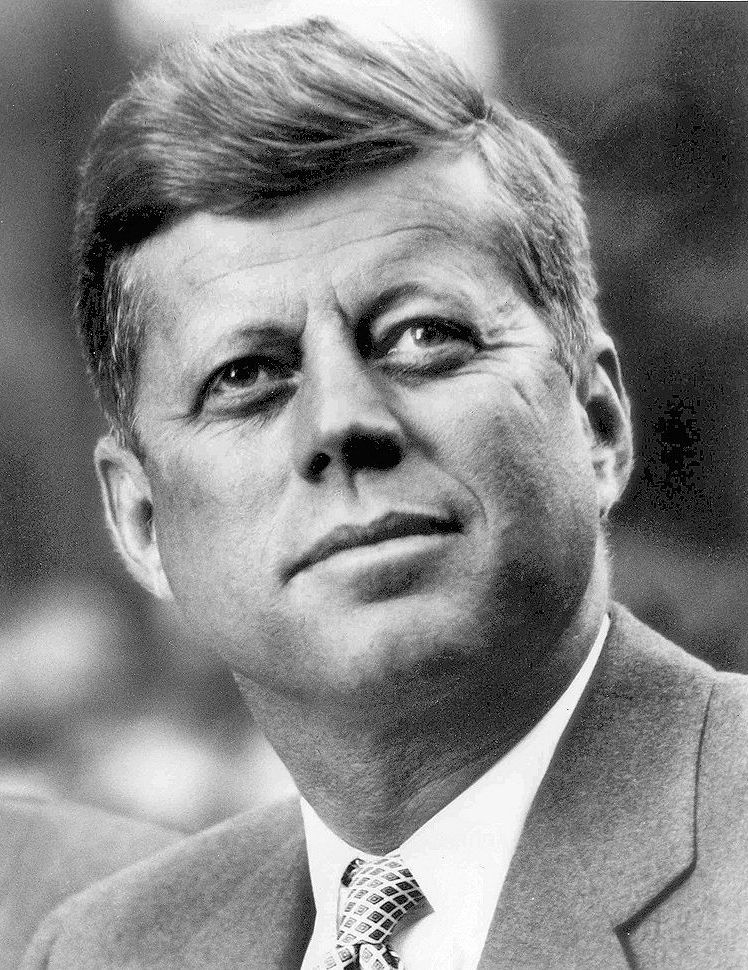
John F. Kennedy, președintele Statelor Unite ale Americii

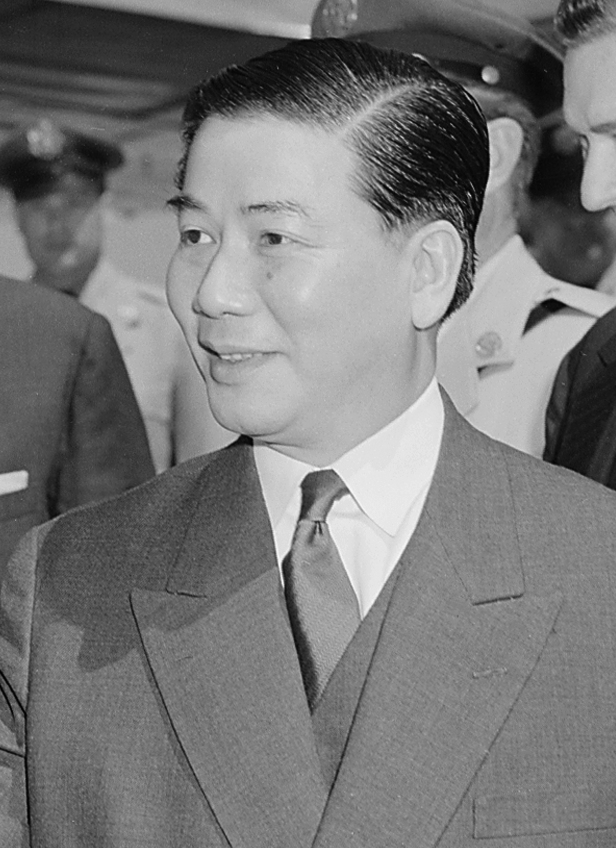
Președintele sud-vietnamez Ngô Đình Diệm

Contextul războiului a fost apariția manifestațiilor în Vietnamul de Sud în urma atacurilor armate din 8 mai 1963 și împușcarea a nouă budiști de către regimul catolic condus de președintele Ngô Đình Diệm, după ce aceștia nu au respectat interdicția de a mai folosi drapele budiste la protestele împotriva guvernului și la sărbătorile budiste. După atacuri, liderii budiști au încercat să îl convingă pe președinte să înceteze discriminările religioase și să facă dreptate pentru familiile victimelor, acesta refuzând însă, ceea ce a dus la escaladarea protestelor.
În timp ce manifestațiile continuau, Forțele Speciale ale Armatei Republicii Vietnamului, conduse de președintele Ngô Đình Diệm și de fratele lui, au organizat atacuri sincronizate asupra pagodelor din zonă, estimările arătând că acestea s-au soldat cu sute de morți.

## Deznodământ
La finalul lunii octombrie, președintele Kennedy a decis că regimul lui Ngô Đình Diệm nu mai putea fi salvat. Statele Unite au avertizat generalii sud-vietnamezi că nu își vor implica armata în cazul în care va apărea o lovitură de stat. Pe 1 noiembrie 1963, președintele sud-vietnamez Ngô Đình Diệm a fost asasinat, iar fratele și consilierul lui au avut aceeași soartă în ziua următoare. Președintele american John F. Kennedy a fost asasinat în același an, iar succesorul său, Lyndon B. Johnson, a decis să trimită 500 de mii de trupe americane să lupte în Războiul din Vietnam.